# Čína na Letních olympijských hrách 2004
Čínu na Letních olympijských hrách v roce 2004 reprezentovala výprava 384 sportovců (136 mužů a 248 žen) ve 31 sportech.

## Medailisté
| Medaile | Jméno | Sport                | Soutěž                                                      |
| ------- | --- | -------------------- | ----------------------------------------------------------- |
| Zlato   | Liou Siang | Atletika             | Muži 110 metrů překážek                                     |
| Zlato   | Sing Chuej-na | Atletika             | Ženy 10 000 m                                               |
| Zlato   | Zhang Ning | Badminton            | Ženy dvouhra                                                |
| Zlato   | Zhang Jun Gao Ling | Badminton            | Mix čtyřhra                                                 |
| Zlato   | Yang Wei Zhang Jiewen | Badminton            | Ženy čtyřhra                                                |
| Zlato   | Meng Guanliang Yang Wenjun                                                                                                   | Kanoistika           | Muži C-2 500 m                                              |
| Zlato   | Tian Liang Yang Jinghui | Skoky do vody        | Muži synchronizované skoky věž 10 m                         |
| Zlato   | Lao Lishi Li Ting | Skoky do vody        | Ženy synchronizované skoky věž 10 m                         |
| Zlato   | Wu Min-sia Kuo Ťing-ťing | Skoky do vody        | Ženy synchronizované skoky z prkna 3 m                      |
| Zlato   | Kuo Ťing-ťing | Skoky do vody        | Ženy prkno 3 m                                              |
| Zlato   | Peng Bo | Skoky do vody        | Muži prkno 3 m                                              |
| Zlato   | Hu Jia | Skoky do vody        | Muži věž 10 m                                               |
| Zlato   | Teng Haibin | Sportovní gymnastika | Muži kůň našíř                                              |
| Zlato   | Sian Tung-mej | Judo                 | Ženy 52 kg                                                  |
| Zlato   | Wang Yifu | Sportovní střelba    | Muži 10 metrů vzduchová pistole                             |
| Zlato   | Du Li | Sportovní střelba    | Ženy 10 metrů vzduchová puška                               |
| Zlato   | Zhu Qinan | Sportovní střelba    | Muži 10 metrů vzduchová puška                               |
| Zlato   | Jia Zhanbo | Sportovní střelba    | Muži 50 metrů libovolná malorážka 3×40 ran polohový závod   |
| Zlato   | Luo Xuejuan | Plavání              | Ženy 100 m prsa                                             |
| Zlato   | Luo Wei | Taekwondo            | Ženy 67 kg                                                  |
| Zlato   | Chen Zhong | Taekwondo            | Ženy +67 kg                                                 |
| Zlato   | Wang Nan Čang I-ning | Stolní tenis         | Ženy čtyřhra                                                |
| Zlato   | Ma Lin Chen Qi | Stolní tenis         | Muži čtyřhra                                                |
| Zlato   | Čang I-ning | Stolní tenis         | Ženy dvouhra                                                |
| Zlato   | Tching Liová Sun Tchien-tchien                                                                                               | Tenis                | Ženy čtyřhra                                                |
| Zlato   | Chen Jing Feng Kun Li Shan Liu Yanan Song Nina Wang Lina Jang Chao Zhang Na Zhang Ping Zhang Yuehong Zhao Ruirui Zhou Suhong | Volejbal             | Turnaj žen                                                  |
| Zlato   | Chen Yanqing | Vzpírání             | Ženy 58 kg                                                  |
| Zlato   | Shi Zhiyong | Vzpírání             | Muži 62 kg                                                  |
| Zlato   | Zhang Guozheng | Vzpírání             | Muži 69 kg                                                  |
| Zlato   | Liu Chunhong | Vzpírání             | Ženy 69 kg                                                  |
| Zlato   | Tang Gonghong | Vzpírání             | Ženy +75 kg                                                 |
| Zlato   | Wang Xu | Zápas                | Ženy volný styl do 72 kg                                    |
| Stříbro | He Ying Lin Sang Zhang Juanjuan                                                                                              | Lukostřelba          | Družstvo žen                                                |
| Stříbro | Huang Sui Gao Ling | Badminton            | Ženy čtyřhra                                                |
| Stříbro | Jiang Yonghua | Cyklistika           | Ženy 500 m s pevným startem                                 |
| Stříbro | Wu Min-sia | Skoky do vody        | Ženy prkno 3 m                                              |
| Stříbro | Lao Lishi | Skoky do vody        | Ženy věž 10 m                                               |
| Stříbro | Wang Lej | Šerm                 | Muži kord                                                   |
| Stříbro | Tchan Süe | Šerm                 | Ženy šavle                                                  |
| Stříbro | Dong Zhaozhi Wang Chaj-pin Xu Hanxiong Ye Chong                                                                              | Šerm                 | Družstvo mužů fleret                                        |
| Stříbro | Liou Sia | Judo                 | Ženy 78 kg                                                  |
| Stříbro | Yin Jian | Jachting             | Ženy třída Mistral                                          |
| Stříbro | Li Jie | Sportovní střelba    | Muži 10 metrů vzduchová puška                               |
| Stříbro | Wei Ning | Sportovní střelba    | Ženy skeet                                                  |
| Stříbro | Li Ji Pang Jiaying Xu Yanwei Yang Yu Zhu Yingwen                                                                             | Plavání              | Ženy štafeta 4×200 m volný způsob                           |
| Stříbro | Wang Chao | Stolní tenis         | Muži dvouhra                                                |
| Stříbro | Wu Meijin | Vzpírání             | Muži 56 kg                                                  |
| Stříbro | Le Maosheng | Vzpírání             | Muži 62 kg                                                  |
| Stříbro | Li Zhuo | Vzpírání             | Ženy 48 kg                                                  |
| Bronz   | Zhou Mi | Badminton            | Ženy dvouhra                                                |
| Bronz   | Cou Š’-ming | Box                  | Muži váha lehká muší do 49 kg                               |
| Bronz   | Tian Liang | Skoky do vody        | Muži věž 10 m                                               |
| Bronz   | Li Siao-pcheng | Sportovní gymnastika | Muži bradla                                                 |
| Bronz   | Čang Nan | Sportovní gymnastika | Ženy víceboj – jednotlivci                                  |
| Bronz   | Huang Shanshan | Skoky na trampolíně  | Ženy                                                        |
| Bronz   | Kao Feng | Judo                 | Ženy 48 kg                                                  |
| Bronz   | Čchin Tung-ja | Judo                 | Ženy 70 kg                                                  |
| Bronz   | Sun Fu-ming | Judo                 | Ženy +78 kg                                                 |
| Bronz   | Wang Zheng | Sportovní střelba    | Muži double trap                                            |
| Bronz   | Wang Chengyi | Sportovní střelba    | Ženy 50 metrů libovolná malorážka 3×20 ran – polohový závod |
| Bronz   | Gao E | Sportovní střelba    | Ženy double trap                                            |
| Bronz   | Wang Li-čchin | Stolní tenis         | Muži dvouhra                                                |
| Bronz   | Niu Jianfeng Kuo Jüe | Stolní tenis         | Ženy čtyřhra                                                |